# Sales Management Review
Sales Management Review (SMR)  ist eine seit 2013 zweimonatlich erscheinende Fachzeitschrift für Vertriebsmanagement, publiziert von Springer Gabler | Springer Fachmedien Wiesbaden GmbH, Teil der Fachverlagsgruppe Springer Nature. Das Magazin ist entstanden aus der Zeitschrift sales business (2002–2013). Sales Management Review bietet Vertriebsentscheidern in Kombination mit der digitalen Wissensdatenbank Springer Professionals fundierte, praxisrelevante Fachinformationen auf akademischem Niveau. Die Zeitschrift liefert lösungs- und anwendungsorientierte Ansätze und Konzepte von Meinungsführern aus Wissenschaft und Praxis. Top-Entscheider und renommierte Fachautoren analysieren, bewerten und schreiben über zukunftsorientierte Vertriebs- und Sales-Management-Themen.